# Einbruch (Schießen)
Als Einbruch bezeichnet man im Bergbau beim Schießen den zuerst hereingesprengten Teil des Abschlages. Durch den Einbruch erzeugt man beim Schießen einen Hohlraum und somit mehrere freie Flächen. Außerdem werden durch den Einbruch die Spannungen des Gebirges verringert. Anschließend können die nachfolgend gezündeten Sprengladungen in den durch den Einbruch erzeugten freien Raum wirken.

## Grundlagen
Beim Schießen ist es von großem Nutzen, wenn genügend freie Flächen vorhanden sind, in die die Schüsse wirken können, sodass der Zusammenhalt des Gebirges leichter überwunden werden kann. Im Abbau sind in der Regel mehrere freie Flächen vorhanden, sodass das Mineral Schuss für Schuss in den freien Raum gesprengt werden kann. Jedoch sind bei der Streckenauffahrung außer der Ortsbrust keine weiteren freien Flächen vorhanden. Die Wirkung der Sprengladungen ist umso besser, je mehr freie Flächen vorhanden sind. Wenn keine freien Flächen in ausreichender Zahl vorhanden sind, ist der Bergmann bemüht, diese freien Flächen zu erzeugen. Früher erstellte man, wenn möglich, im Gebirge eine genügend tiefe Schram. Beim Zünden der Schüsse wird das Gebirge in Richtung der Schram gedrückt. Anstelle der Schram kann man auch einen Einbruch bei der Sprengung erzeugen. Das Herstellen des richtigen Einbruchs ist die schwierigste Aufgabe bei der Schießarbeit. Das Schießen mit Einbruch wird heute in der Regel bei der konventionellen Streckenauffahrung angewendet.

## Einbrucharten
Um den Einbruch herzustellen, werden ein oder mehrere Bohrlöcher so platziert, dass ein Stück aus dem vollen Gebirge herausgesprengt wird. Je nachdem in welche Richtung die Einbruchbohrlöcher zur Vortriebsrichtung erstellt werden, unterscheidet man zwei Grundformen des Einbruchs, den Paralleleinbruch und den Schrägeinbruch. Zur Erstellung dieser Einbruchsarten werden entweder Bohrlöcher parallel oder geneigt ins Gebirge gebohrt. Außerdem gibt es noch Mischformen von Einbrüchen, bei denen man sowohl parallele als auch geneigte Bohrlöcher in einem Einbruch verwendet. Weitere Formen des Einbruchs sind der Brennereinbruch, der Großbohrlocheinbruch, der Staffeleinbruch, der Kegeleinbruch, der Keileinbruch, der Fächereinbruch und der  Fächerkeileinbruch. Eine weitere Einbruchart ist der Löseneinbruch, bei dem man sich das Schichtlösen der Gesteinsschichten zu Nutze macht. Hier unterscheidet man zwischen dem First-, Stoß und Sohlenlöseneinbruch. Zudem gibt es noch weitere Abarten der bereits erwähnten Einbruchsarten wie z. B. den Scherenpflugeinbruch. Welcher Einbruch letztendlich optimal für den jeweiligen Vortrieb ist, kann mit einer oder mehreren Probesprengungen ermittelt werden.

### Paralleleinbrüche
Die Paralleleinbrüche werden auch Zertrümmerungseinbrüche genannt. Diese Grundform der Einbrüche wird auf eine freie Fläche wie z. B. der Ortsbrust gestellt. Zu den Paralleleinbrüchen gehören der Brennereinbruch, der Großbohrlocheinbruch und der Staffeleinbruch. Der Brennereinbruch wird schon seit längerer Zeit im Kali- und Salzbergbau, zum Teil auch im Erzbergbau verwendet. Dort wird diese Form des Einbruchs auch als Kanonenschießen bezeichnet. Es ist die älteste Einbruchsart mit parallelen Bohrlöchern. Der Einbruch wird mittels vier bis neun parallelen Bohrlöchern, von denen nur ein Teil geladen wird, röhrenförmig herausgeschossen. Die ungeladenen Bohrlöcher können entweder in der Mitte zwischen den geladenen Löchern platziert werden oder umgekehrt. Diese als Entlastungslöcher bezeichneten Bohrlöcher müssen mit einem größeren Bohrlochdurchmesser gebohrt werden. Beim Großbohrlocheinbruch werden ein oder mehrere größere Bohrlöcher mit einem Mindestdurchmesser von 65 Millimetern parallel in das Mineral gebohrt. Wird mit nur einem Großbohrloch gearbeitet, so wird dieses Bohrloch mit einem Durchmesser von bis zu 300 Millimetern gebohrt. Um die unbesetzten Großbohrlöcher werden mehrere Sprengbohrlöcher gebohrt, die einen kleineren Durchmesser haben. Diese Bohrlöcher können parallel oder spiralförmig um die Großbohrlöcher angeordnet werden. Bei nur einem Großbohrloch ist die spiralförmige Anordnung der Sprenglöcher die geeignetere Anordnung. Das Großbohrloch kann entweder so lang wie die Sprengbohrlöcher oder so lang gebohrt werden, wie die Auffahrungslänge einer Woche ist. Für den Staffeleinbruch werden unterschiedlich lange Bohrlöcher gebohrt. Wichtig ist bei dieser Einbruchsform, dass sich die Sprengstoffladesäulen der langen und kurzen Löcher nicht überschneiden. In einigen Bergrevieren wird die Form des Einbruchs auch als Stufeneinbruch bezeichnet. Beim Schießen des Staffeleinbruchs wird ein keilförmiger Schlitz aus der Ortsbrust herausgesprengt.

### Schrägeinbrüche
Diese Formen des Einbruchs werden in einigen Bergrevieren auch als konische Einbrüche bezeichnet. Die Bohrlöcher dieser Einbruchsarten werden schräg (geneigt) ins Gestein gebohrt. Bei diesen Einbrüchen ist die Abschlaglänge vom Querschnitt des jeweiligen zu erstellenden Grubenbaus abhängig. Zu den Einbrüchen mit schrägen Bohrlöchern gehören der Kegeleinbruch, der Keileinbruch, der Fächereinbruch und der Fächerkeileinbruch. Beim Kegeleinbruch werden die einzelnen Bohrlöcher so gebohrt, dass sie im Bohrlochtiefsten so nah wie möglich zusammen sind. Dabei muss darauf geachtet werden, dass die Bohrlöcher im Bohrlochtiefsten nicht zusammenkommen. Die Anzahl der zu bohrenden Löcher liegt in der Regel bei drei oder vier Löchern. Bei diesem Einbruch wird durch die Führung der Bohrlöcher erreicht, dass die Zusammenballung der Sprengkraft an der Stelle des größten Widerstands erzielt wird. Der Kegeleinbruch ist gut für hartes Gestein geeignet. In einigen Bergrevieren außerhalb Deutschlands wird diese Einbruchsform auch als Pyramideneinbruch oder Diamanteinbruch bezeichnet. Der Keileinbruch hat große Ähnlichkeit mit dem Kegeleinbruch. Bei diesem Einbruch werden die Bohrlöcher so geführt, dass sie symmetrisch zu einer in der Regel lotrechten Mittellinie des Streckenquerschnitts zulaufen. Der Unterschied zum Kegeleinbruch liegt sprengtechnisch darin, dass beim Keileinbruch der zu lösende Gesteinsbrocken von mehreren Schusspaaren von der Seite und nicht wie beim Kegeleinbruch von hinten angegriffen wird. Beim Fächereinbruch wird eine waagrecht oder lotrecht verlaufende Reihe von Sprengbohrlöchern ins Gestein gebohrt. Dazu beginnt man im Sohlenbereich und bohrt darüber drei bis vier Reihen mit je drei Bohrlöchern (Schüsse). Durch diese Anordnung der Bohrlöcher wird das Gestein fächerartig aus dem Verband gelöst. Dabei dienen die mittleren Schüsse als Brecher, die seitlichen Schüsse sollen den erzielten Einbruch erweitern. Eine Abart des Fächereinbruchs ist der Fächerkeileinbruch, der sowohl in Strecken mit geringerem als auch in Strecken mit größerem Querschnitt genutzt werden kann.